# Marian Glinka

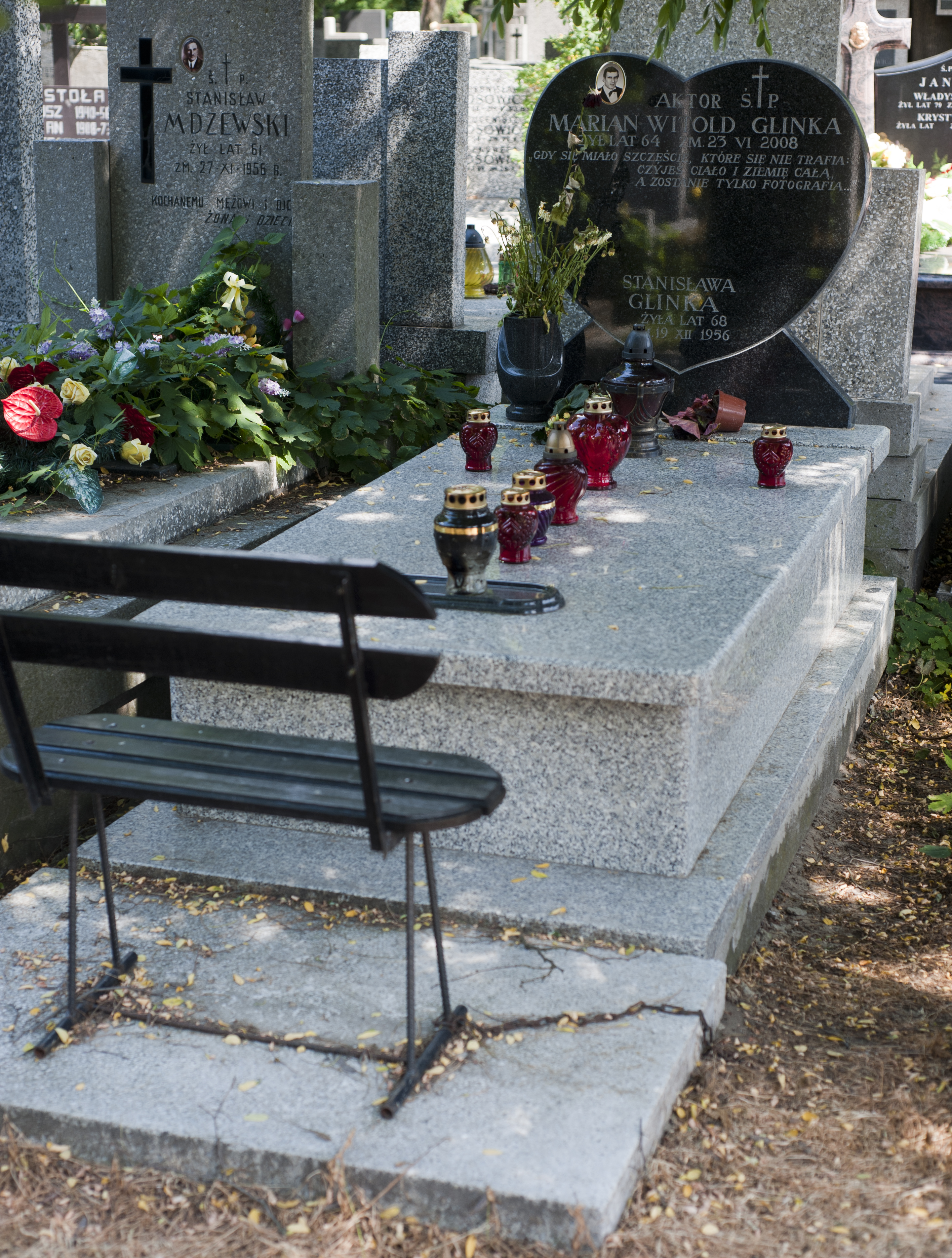
Grób Mariana Glinki na cmentarzu Bródnowskim w Warszawie

Marian Witold Glinka (ur. 1 lipca 1943 w Warszawie, zm. 23 czerwca 2008 tamże) – polski aktor i kulturysta.

## Życiorys

### Początki kariery tanecznej
Urodził się w Warszawie jako syn Walentyny Olgi Glinkówny, primabaleriny pierwszej solistki Teatru Wielkiego, i Witolda Borkowskiego, baletmistrza Opery Narodowej. Wychowywał się na powojennym Mokotowie. W wieku 10 lat zaczął uczęszczać do stołecznej szkoły baletowej. Odnosił sukcesy w tańcu, w 1961 zdobył tytuł mistrza i zwyciężył w parze z Iwoną Wakowską w ogólnopolskim konkursie tańca towarzyskiego za taniec Statkowskiego „Pieśń Wolności”. Decydujące znaczenie na przebieg kariery miało spotkanie z grupą występujących w Polsce tancerzy z zespołu Margot Fonteyn. W 1962 zadebiutował na scenie Teatru Wielkiego w widowisku Artura Malawskiego Wierchy pod kierownictwem muzycznym Bohdana Wodiczko.

### Kariera sportowa
Podczas jednej z ulicznych bójek zobaczył go jeden z asystentów wybitnego polskiego pięściarza, Feliksa „Papy” Stamma, i zaproponował treningi boksu. Po nich zaczął uprawiać zapasy, judo i biegi lekkoatletyczne, dzięki którym zainteresował się kulturystyką. Ważył wówczas 56 kg, obwód jego klatki piersiowej wynosił 76 cm, a bicepsu 23 cm. W latach 60. XX wieku trenował w klubie TKKF „Syrenka” w piwnicy Hali Mirowskiej. Brał udział w ogólnokrajowych imprezach kulturystycznych, w tym zawodach w Sopocie, ówczesnych nieoficjalnych mistrzostwach Polski w kulturystyce. Trzy razy zdobył tytuł Mistrza Polski w kulturystyce, zaś pięć razy mistrza świata weteranów w sportach siłowych. Koledzy nazywali go żartobliwie „ostatnim Mohikaninem kulturystyki”. 
Redaktor Stanisław Zakrzewski, prekursor kulturystyki w Polsce, pisał o nim na początku lat 70. jako o „czołowym kulturyście polskim w latach 1962–1970, posiadającym piękną sylwetkę”. Autor wydanej w połowie lat 90. historii polskiej kulturystyki Henryk Jasiak, uważał go za „jednego z najbardziej utalentowanych kulturystów na początku lat 60.”. Był wieloletnim prezesem Ogniska TKKF „Błyskawica” w Warszawie – jednego z najstarszych ośrodków kulturystycznych w Polsce.

### Kariera aktorska
W 1963 porzucił karierę zawodniczą i rozpoczął studia aktorskie. W 1968 uzyskał dyplom i ukończył Wydział Aktorski Państwowej Wyższej Szkoły Teatralnej im. Aleksandra Zelwerowicza w Warszawie. Na ostatnim roku studiów wystąpił w roli kapitana sztabowego Wasilija Wasiljewicza Solony, bywalca salonu bohaterek sztuki Antoniego Czechowa Trzy siostry (1957) w reż. Mariana Wyrzykowskiego i zagrał Sylwestra w spektaklu dyplomowym Moliera Szelmostwa Skapena (1958). 28 stycznia 1968 zadebiutował na scenie w roli żołnierza policyjnego w przedstawieniu Wojciecha Bogusławskiego Fanszetka z szałamają w reż. Jerzego Rakowieckiegp w Teatrze Ludowym, z którym był związany w latach 1968–1972. Grał potem w teatrach warszawskich: Teatrze Komedia (1972–1975), Teatrze Dramatycznym (1975–1983) i Teatrze Nowym (1985–1987), a następnie w krakowskim Teatrze im. Słowackiego (1989–1991) i Teatrze Współczesnym we Wrocławiu (1994–1996). Od 1997 aż do ostatnich dni swojego życia był aktorem warszawskiego Teatru Ateneum pod dyrekcją Gustawa Holoubka.
Po raz pierwszy trafił przed kamery w filmie krótkometrażowym Bezkrólewie (1961) z Anną Prucnal. W komedii Jana Rutkiewicza Kochajmy syrenki (1966) pojawił się jako pracownik biurowy w Bolesławcu (nie występuje w napisach końcowych). Grał u Krzysztofa Zanussiego – pielęgniarza w dramacie Za ścianą (1971) i kierownika ośrodka w dramacie psychologicznym Barwy ochronne (1976). Miał szansę zagrania dużej roli oficera śledczego Bernarda, agenta amerykańskiej służby bezpieczeństwa w dramacie psychologicznym Zagrożenie (1976), opartym na procesie byłej więźniarki Herminy Braunsteiner-Ryan. Najlepiej odnajdywał się w repertuarze komediowym, w tym Nie lubię poniedziałku Tadeusza Chmielewskiego (1971), Nie ma róży bez ognia (1974), Alternatywy 4 (1983) i Zmiennicy (1986) Stanisława Barei, Filip z konopi (1981) Józefa Gębskiego, Misja specjalna (1987) Janusza Rzeszewskiego, Kiler-ów 2-óch (1999) Juliusza Machulskiego czy Ryś Stanisława Tyma (2007). Wystąpił jako syn niemieckiego fabrykanta Wilhelm Müller w kultowym dramacie historycznym Andrzeja Wajdy Ziemi obiecanej (1974), bandzior z mafii sądowej w serialu Doktor Murek (1979), bokser Grześ w Lata dwudzieste... lata trzydzieste... (1983) Janusza Rzeszewskiego, oficer SS w dramacie wojennym Stevena Spielberga Lista Schindlera (Schindler’s List, 1993) i pretorianin Kasjusz w dramacie kostiumowym Jerzego Kawalerowicza Quo Vadis (2001). W filmie dla dzieci Zofii Ołdak Tato, nie bój się dentysty (1985) zagrał jedyną w swojej karierze główną rolę odważnego spadochroniarza, który ma problem z bolącym zębem. Podczas realizacji W pustyni i w puszczy (2001) był konsultantem do spraw choreografii.
Nigdy nie porzucił sportu, ćwiczył regularnie na siłowni, a w jego rolach często wykorzystywano jego fizyczne predyspozycje. Jak ubolewał w 1988 na łamach „Atlety” Aleksander Bilik, chociaż szufladkowano go jako sportowca, proponując tę samą rolę twardego i nieustępliwego mięśniaka, nie potrafiono jednocześnie zrobić z niego w polskim kinie gwiazdy na miarę Schwarzeneggera. 
Występował w Polskim Radiu i w telewizji, w tym w Podwieczorku przy mikrofonie i kabarecie Jana Pietrzaka. Był wykładowcą w Państwowej Szkole Cyrkowej w Julinku.

### Śmierć
Zmarł 23 czerwca 2008 na raka trzustki, dwa miesiące po usłyszeniu diagnozy. 1 lipca 2008 prochy aktora spoczęły na cmentarzu Bródnowskim w Warszawie (kw. 73E – 6 – 29). 
Pośmiertnie został przez ministra kultury i dziedzictwa narodowego Bogdana Zdrojewskiego odznaczony odznaką honorową „Zasłużony dla Kultury Polskiej”. Odznaczenie zostało przekazane małżonce artysty podczas pogrzebu aktora.

## Filmografia
- 2008: Klan jako rehabilitant Ryszarda Lubicza (druga rola w serialu)
- 2007: Ryś jako Klemens
- 2007: Plebania jako właściciel lombardu
- 2006: Ranczo jako handlarz dewocjonaliami (odc. 2)
- 2006: Kochaj mnie, kochaj! jako ratownik
- 2005: Wiedźmy jako dozorca Zdzisio
- 2005: Na dobre i na złe jako strongman
- 2005: Dziki 2: Pojedynek jako Maurycy (odc. 8)
- 2005: Daleko od noszy jako pielęgniarz Misiak
- 2004: Glina jako Gruby
- 2003: Zaginiona jako szef recepcji hotelu
- 2003: Defekt jako dowódca oddziału ochraniającego bank
- 2003: Bao-Bab, czyli zielono mi jako pułkownik Kucejko (odc. 1-12)
- 2002: Superprodukcja jako Andrzej G., ps. Dziąsło
- 2002: Lokatorzy jako ojciec Simony (odc. 82)
- 2002: Jak to się robi z dziewczynami jako Czesław
- 2002: Haker jako ojciec Laury
- 2002: Buła i spóła jako Cyklop, bramkarz w Cristalu
- 2001: Wiedźmin jako rębacz Boholt
- 2001: Quo Vadis jako Kasjusz
- 2001: Klan jako właściciel siłowni (pierwsza jego rola w tym serialu)
- 2000: Żółty szalik jako taksówkarz
- 2000: Sukces jako prywatny detektyw
- 2000: Przeprowadzki jako Dziuniek (odc. 3)
- 2000: Miasteczko jako pracownik fitness-clubu
- 1999: Miodowe lata jako gangster (odc. 18)
- 1999: Graczykowie jako aktor Linka
- 1999: Kiler-ów 2-óch jako szef ochrony prezydenta
- 1998: Billboard jako mężczyzna w ubikacji
- 1998: 13 posterunek
- 1996: Opowieść o Józefie Szwejku i jego drodze na front
- 1996: Baśń o Pączkowej jako Kantorkowy
- 1995: Dzieje mistrza Twardowskiego jako Barkalas
- 1993: Lista Schindlera jako oficer SS
- 1993: Kraj świata jako zastępowy
- 1991: V.I.P. jako Bunio
- 1991: Pogranicze w ogniu jako Albert
- 1990: Piggate jako ochroniarz Dolores
- 1989: Powrót Arsène’a Lupin jako służący Kotowskiego
- 1989: Janka jako członek trupy teatralnej
- 1988: W labiryncie jako ojciec Staszka
- 1988: Pan Kleks w kosmosie jako strażnik złomowiska robotów
- 1988: Czarodziej z Harlemu jako Kazik
- 1987: Ballada o Januszku jako Dróżdż, nauczyciel WF
- 1987: Śmieciarz jako śmieciarz „Ospowaty”
- 1987: Misja specjalna jako oficer wywiadu udający Hansa
- 1987: Dorastanie jako Żeglarz
- 1987: Brawo mistrzu
- 1986: Zmiennicy jako kierowca wiozący makulaturę
- 1986: Rykowisko jako ochroniarz Caposty
- 1986: Republika nadziei jako piekarz Bonawentura
- 1985: Tato, nie bój się dentysty jako tato
- 1985: Podróże pana Kleksa jako żeglarz Barnaba
- 1984: Przybłęda
- 1984: Pan na Żuławach jako Skibiński
- 1984: Miłość z listy przebojów jako celnik
- 1983: Lata dwudzieste... lata trzydzieste... jako bokser Grześ
- 1983: Szczęśliwy brzeg
- 1983: Sny i marzenia jako urzędnik
- 1983: Alternatywy 4 jako Wacek Grzyb (odc. 1)
- 1983: Akademia pana Kleksa jako pirat
- 1982: Popielec jako Pałyszko
- 1982: Dom jako funkcjonariusz UB
- 1981: Filip z konopi jako kolega Leskiego z pracy
- 1979: W słońcu i w deszczu jako organista Potok
- 1979: Doktor Murek jako bandzior z mafii sądowej
- 1978: Życie na gorąco jako człowiek Kurta
- 1978: Hallo Szpicbródka, czyli ostatni występ króla kasiarzy jako aktor
- 1977: Dziewczyna i chłopak jako ratownik na pływalni (odc. 2)
- 1976: Zaklęty dwór jako lekarz w szpitalu wojskowym
- 1976: Daleko od szosy jako egzaminator w MPK
- 1976: Barwy ochronne jako kierownik ośrodka
- 1974: Ziemia obiecana jako Wilhelm Muller
- 1974: Nie ma róży bez ognia jako mężczyzna pomagający w przeprowadzce
- 1974: Najważniejszy dzień życia jako mieszkaniec miasteczka i Marian, kierowca dyr. Sochnackiego (2 role)
- 1973: Czarne chmury jako człowiek margrabiego
- 1971: Nie lubię poniedziałku jako członek zespołu ludowego
- 1966: Kochajmy syrenki jako pracownik biurowy w Bolesławcu